# Zimolez černý
Zimolez černý (Lonicera nigra) je rostlina z čeledě zimolezovité. Je velmi jedovatá. Vyskytuje se v horách střední a jižní Evropy, v Alpách až do 2000 m n. m.

## Popis
Zimolez černý je nízký opadavý keř, maximálně 2 metry vysoký. Stonek je světle hnědý, tenký s bílým plným jádrem. Listy jsou široké, vstřícné, dlouhé 4–6 cm. V horní části jsou ostré, na základně zaoblené nebo klínovité. Mají lehké zářezy na okrajích. Květy rostliny mají bílou barvu a jsou dlouhé 8-10 mm. Rostou od května do června; opylovány jsou hmyzem, možné je také samosprášení. Plody mají elipsovitý tvar, jsou černé, velké 8-10 mm. Dorůstají v červenci a v srpnu. Uvnitř plodů jsou dvě elipsovitá semena, asi 4 milimetry dlouhá.

## Ekologie a rozšíření

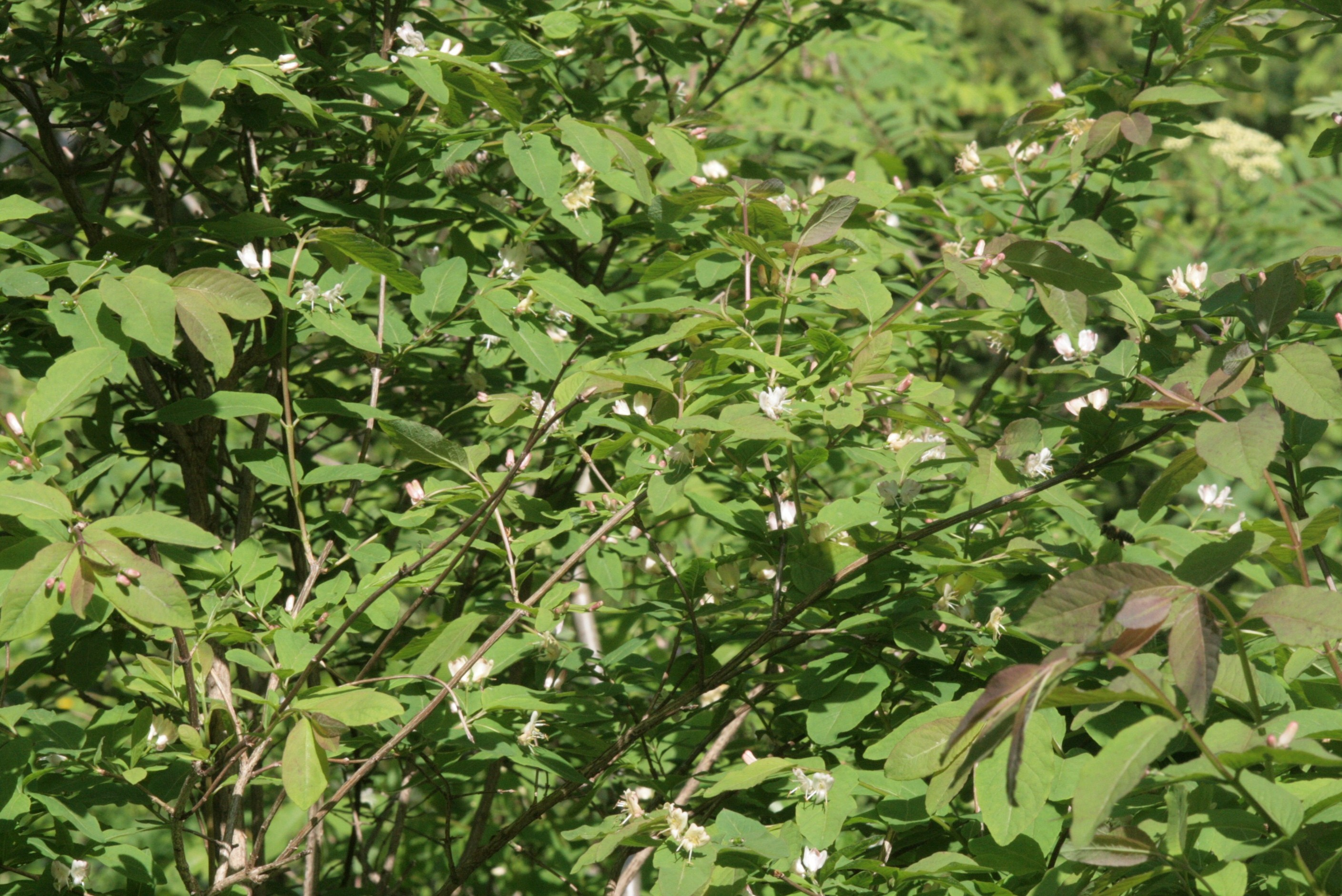
Zimolez černý

Jde o dřevinu rostoucí výhradně na stinných místech v mírně teplých až subalpínských oblastech, na čerstvě vlhkých až vlhkých, skeletnatých a humózních půdách. Vyrůstá na skalách ve stržích a soutěskách, v zastíněných listnatých křovinách subalpínských poloh, též na pasekách a v suťových lesích nebo jako podrost acidofilních i květnatých bučin a smrkových kultur. V ČR se vyskytuje hlavně v podhůří a v horách s těžištěm v oreofytiku a chladnějším mezofytiku; celkový areál zasahuje pouze evropské hory (především Pyreneje, Alpy, Karpaty a některá jihoevropská pohoří).

## Synonyma
- Caprifolium roseum Lam.
- Chamaecerasus nigra (L.) Delarbre
- Xylosteum nigrum (L.) Dum. Courset
- Lonicera carpatica Kit. ex Kanitz[3]